# 黄閣汽車城駅
黄閣汽車城駅（こうかくきしゃじょう-えき）は、中華人民共和国広東省広州市南沙区に位置する広州地下鉄4号線の駅。

## 駅構造
- 島式ホーム1面2線の高架駅。出口は4箇所ある。

## 駅周辺
- トヨタ自動車城
- 黄閣鎮
- 黄閣中学

## 歴史
- 2007年6月28日 - 開業。

## 隣の駅
■広州地下鉄4号線
慶盛駅 - 黄閣汽車城駅 - 黄閣駅